# Уильямс, Дон
Дональд Рэй Уильямс (англ. Donald Ray Williams; 27 мая 1939 года — 8 сентября 2017 года) — американский музыкант и певец в жанре кантри, автор песен. Включён в Зал славы кантри в 2010 году. Родился и вырос во Флойдейде, штат Техас. В 1958 году закончил «Gregory-Portland High School», а вырос в окрестностях Портленда (Техас). После семи лет работы с фолк-группой Pozo-Seco Singers в 1971 году начал сольную карьеру, исполняя популярные баллады. Благодаря своему мягкому баритону и крупному телосложению получил прозвище «Нежный великан» в кантри-музыке («Gentle Giant»). 17 его песен занимали первые позиции в чартах.

## Дискография
См. также «Don Williams Discography» в английском разделе.
25 студийных альбомов, 2 концертных, 13 сборных, 62 сингла (включая 17 на позиции № 1 и 45 в top-10 в кантри-чартах США).

## Награды и номинации

### Награды
Academy of Country Music
- 1978 ACM Single Record of the Year — Tulsa Time

Country Music Association
- 1978 CMA Male Vocalist of the Year

### Номинации
Academy of Country Music
- 1976 ACM Top Male Vocalist
- 1977 ACM Top Male Vocalist
- 1978 ACM Top Male Vocalist
- 1979 ACM Top Male Vocalist
- 1980 ACM Album of the Year — I Believe in You
- 1980 ACM Single Record of the Year — I Believe in You
- 1980 ACM Top Male Vocalist
- 1982 ACM Album of the Year — Listen to the Radio

Country Music Association
- 1976 CMA Male Vocalist of the Year
- 1977 CMA Male Vocalist of the Year
- 1978 CMA Album of the Year — Country Boy
- 1979 CMA Male Vocalist of the Year
- 1980 CMA Male Vocalist of the Year
- 1981 CMA Male Vocalist of the Year